# クルアーン門

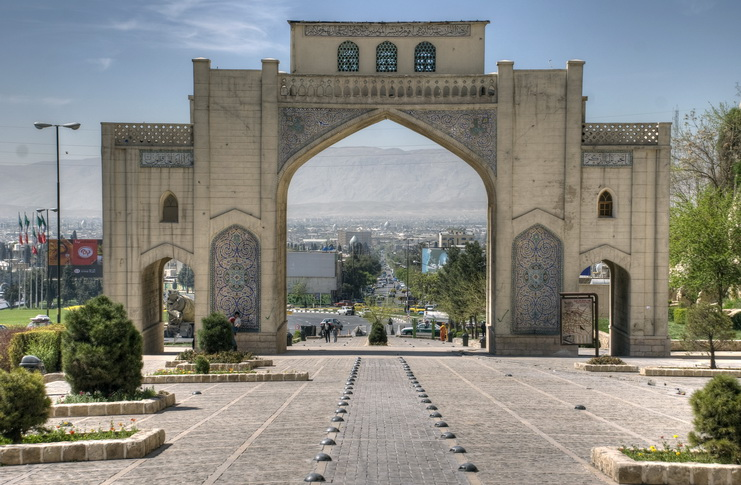
クルアーン門

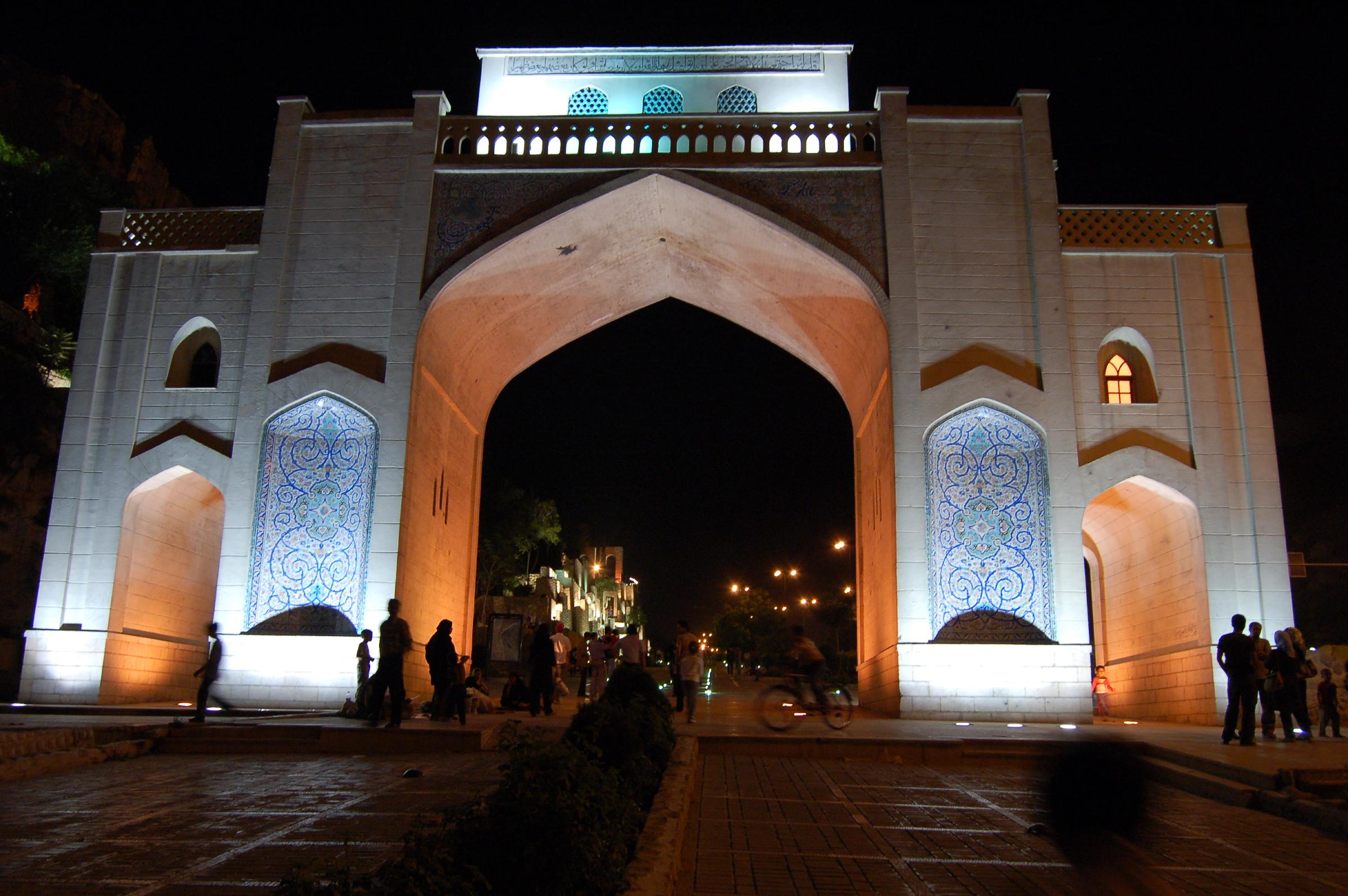
ライトアップされたクルアーン門

クルアーン門（英語: Qur'an Gate、ペルシア語: دروازه قرآن ダルヴァーゼ・クルアーン）は、イラン南部の都市シーラーズにある歴史的な門である。
クルアーン門はシーラーズの街の北東の入り口に位置し、ファールス州のマルヴダシュトやエスファハーン州のエスファハーンからシーラーズへと入る際の玄関口となっている。

## 歴史
クルアーン門はブワイフ朝のアミール、アズド・ウッダウラの治世に初めて建設された。ザンド朝時代までに、門の損傷が起きていたため修復作業が行われ、さらに門の上部に小さな部屋が追加で造られた。この部屋にはスルターン・イブラーヒーム・ミールザーによる手書きのクルアーンが保存されていた。2つのクルアーンはヒーフダとして知られている。門の下を通過する観光客はシーラーズから他の地へと旅行を行う際に聖典の加護を受けると信じられている。
ガージャール朝の治世時、門は度重なる地震の被害を受け、後にモハンマド・ザキ・ハーン・ヌーリーにより修復作業が行われた。1937年、2つのクルアーンが門から取り除かれてシーラーズのパールス博物館へと移動、これらのクルアーンは現在も博物館に保存されている。1949年、エテマド・アッ＝テジャールとして知られる商人のホセイン・イガールにより門のアーチ部分の修復作業が行われた。
今日、門は周辺の公園とともに、休暇にシーラーズの人々が集う憩いの場となっている。